# Apanteles interpolatus
Apanteles interpolatus är en stekelart som beskrevs av Papp 1975. Apanteles interpolatus ingår i släktet Apanteles och familjen bracksteklar. Inga underarter finns listade i Catalogue of Life.